# Pygathrix nemaeus
El duc de canillas rojas, botas rojas, langur jaspeado o simio disfrazado (Pygathrix nemaeus) es una especie de primate catarrino multicolor de la familia Cercopithecidae.

## Hábitat
Es originario del Sureste Asiático, específicamente de Camboya, China, Laos y Vietnam. Actualmente solo se encuentra en Vietnam central y Laos. El nombre  duc es de origen vietnamita.Antes de 1967 fue poco estudiado. Han sido hallados en distintos hábitat: desde tierras bajas hasta zonas de montañosas de 2.000 m de altitud, en bosques de caducifolio, bosques primarios y secundarios en las selvas, en los niveles medio y superior de la canopea.

## Descripción
Mide 60 a 76 cm de estatura, su cola alcanza entre 56 y 76 cm de longitud, siendo más larga en el macho que en la hembra. El macho pesa en promedio 7 kg y la hembra algo más de 5 kg.
Su colorido lo hace lucir como un pequeño Buda, vestido de camisa gris y pantaloneta negra. El pelo de las canillas es rojizo y se aprecia como unos calcetines o polainas que cubren de la rodilla al tobillo. Los antebrazos tienen pelo y se ven como mangas largas de los guantes negros que cubre las manos. Los párpados son azulados. La cabeza es negra y se ve como una gorra sobre el rostro dorado, bajo el cual el pelambre es blanco, tanto en los labios, como un ancho y tupido collar sobre el cuello y la nuca, bordeado por otro collar, delgado castaño rojizo o anaranjado obscuro. La cola y un triángulo en su base, son blancos. Los machos se distinguen por tener una mancha blanca a ambos lados de las nalgas.

## Comportamiento
De hábitos diurnos y arbóreos, come y duerme en los árboles. Es un animal social y vive en grupos, generalmente de 4 a 15 individuos, pero han sido encontrados en grupos hasta de 50. En un grupo, por cada macho hay dos o más hembras y tanto machos como hembras viven en el grupo que nacieron y tienen jerarquías establecidas, siendo los machos en todo caso dominantes. Cuando se movilizan los machos adultos guían el grupo y los jóvenes van atrás, dejando a las hembras con las crías en el centro. Usa los brazos y patas para moverse a través de la selva, a lo largo de rutas establecidas. Es un especialista en movilidad aérea y salta hasta 6 m de distancia. Si no percibe ninguna amenaza se mueve ruidosamente de rama en rama, pero si detecta peligro, huye silenciosamente.
Se comunica con expresiones faciales y tiene una "cara de juego", con la boca abierta, los dientes descubiertos parcialmente y la barbilla empujada adelante. La mirada fija es una amenaza, así como un gruñido grave. Un chillido sirve de señal de auxilio. A veces cierra los ojos y enreda las patas una con otra con desprecio del peligro que significa esta pose sobre una rama muy alta.

## Alimentación

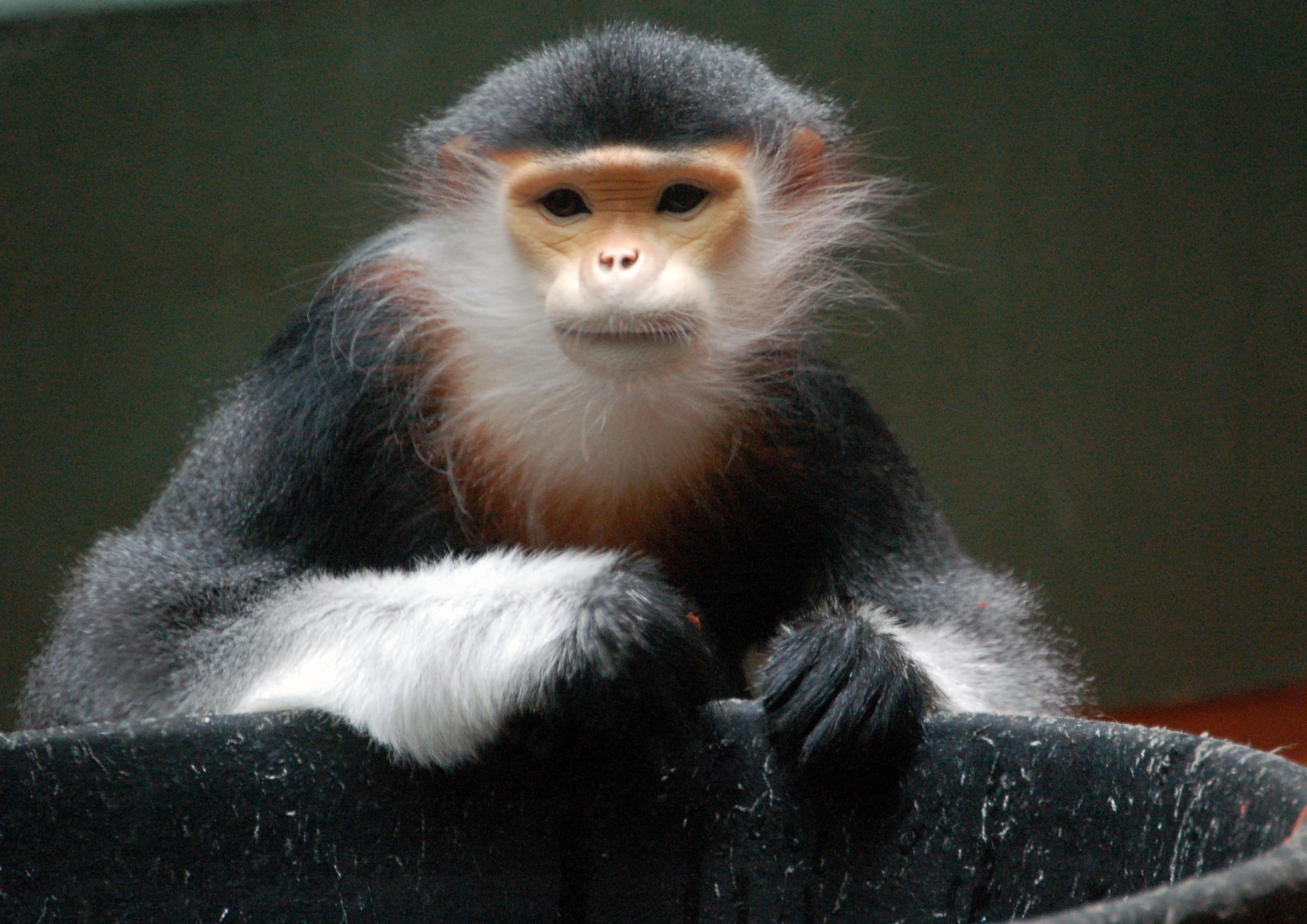
Duc de canillas rojas en el zoológico de Filadelfia.

Su dieta consiste especialmente en hojas pequeñas y tiernas, ricas en fibra, pero además come frutas, retoños, pecíolos, flores, brotes de bambú y semillas. Tiene un estómago grande dividido en sacos que contienen bacterias que desencadenan la fermentación para digerir la celulosa. Esto le da una apariencia barrigona y le produce abundantes gases. Obtiene de la comida tanto las proteínas como el agua que requiere y no necesita bajar de los árboles a beber. 
Consume 50 diferentes especies plantas, mas no presas animales. No tiene conflictos por el alimento con los demás individuos de su especie y por el contrario, acostumbra repartir lo que come con otros integrantes de su grupo.

## Reproducción
Ha sido poco observado en su hábitat y hasta ahora se comienzan a conocer sus hábitos de cortejo, apareamiento y crianza. Antes de aparearse, la hembra y el macho se hacen uno al otro una señal adelantando la quijada, levantando y bajando las cejas y sacudiendo la cabeza. La hembra comienza, tendida cara abajo sobre una rama, mirando al macho escogido por sobre su hombro. TEl macho responde con una mirada fija y luego mira hacia el lugar que considera más conveniente para acoplarse. Pueden ocurrir uno o varios acoplamientos sucesivos. 
El apareamiento ocurre entre agosto y diciembre. La gestación dura 165 a 190 días después de lo cual nace una cría, precisamente cuando va a comenzar la cosecha de los frutos que más apetece. Nace con los ojos bien abiertos y se aferra a la madre. Otra hembras del grupo pueden también amamantarlo y otros integrantes del grupo cuidarlo. El color del pelo de las crías es más claro que el de los adultos; es corto, suave, gris , con una raya obscura en la espalda, cara negra y franjas pálidas bajo los ojos. A medida que crece aparece el pelo negro y en contraste el rostro se aclara; adquiere su coloración adulta a los 10 meses. La hembra llega a la madurez [{sexual] a los 4 años d edad, mientras los machos pueden tardar hasta los 5. Pueden vivir cerca de 25 años.

## Amenazas
Su principal predador son los humanos: hay un lucrativo comercio ilegal que promueve su captura para venderlo fuera de su hábitat; y los nativos lo cazan para la alimentación y para obtener partes del cuerpo usadas por la medicina tradicional. Durante la guerra de Vietnam su población fue diezmada por los bombardeos y las aspersiones de agente naranja y los soldados lo usaban como objetivo de prácticas de tiro al blanco.
Ha sido incluido por la IUCN en la Lista Roja de especies en peligro y las normas de CITES prohíben su comercio internacional. También está protegido por las leyes vietnamitas. El problema está en que la legislación en la práctica difícilmente se cumple.